# Requin saumon
Espèce
Statut de conservation UICN

 LC  : Préoccupation mineure
Répartition géographique
Lamna ditropis · Requin-taupe du Pacifique
Le requin saumon ou requin-taupe du Pacifique (Lamna ditropis) est une espèce de requin de la famille des Lamnidés.
C'est un prédateur du saumon dont il tire son nom. Il peut atteindre 3 mètres de long, il est capable de nager à plus de 50 milles par heure (80,4672 km/h), des pointes aux alentours de 110 km/h ont déjà été enregistrées.
Il vit dans l'océan Pacifique nord, surtout en Alaska, mais peut migrer jusque dans des zones subtropicales, une étude par balisage ayant montré qu'il pouvait descendre jusqu'à Hawaii et parcourir plus de 18 000 km en 640 jours. Les femelles sont plus fréquentes au niveau des côtes d'Alaska, alors que les mâles se concentrent du côté sibérien[réf. à confirmer]. On le trouve de la surface à 650 mètres de fond.[réf. nécessaire]
Le requin saumon a la faculté de supporter des températures très froides comme celles de l'Alaska où, en hiver, la température de l'eau varie entre 2 et 8 °C. Cette faculté résulte d'un système vasculaire spécifique ; la rete mirabile réchauffant le sang. La gigantothermie serait en outre complétée par un réticulum sarcoplasmique dont l'ATPase, associée à un gène codant le récepteur de la ryanodine du muscle cardiaque (RYR2), améliore la fonction de ce dernier. À l'instar du grand requin blanc, cette capacité cardiaque permet au requin saumon de maintenir une température corporelle jusqu'à 20 °C.
Il possède des muscles rouges le long de son arête centrale qui lui permettent de conserver une vitesse élevée assez longtemps pour lui donner l'avantage sur ses proies. La contrepartie est que le requin saumon doit nager en permanence afin de maintenir la température de ses muscles. On considère que, s'il arrêtait de nager, il ne serait pas capable de repartir et mourrait.

### Vidéographie
- Documentaire télévisuel « Le peuple des volcans », série de Bertrand Loyer, narration Jacques Gamblin. Coproduction  : Arte France et Saint Thomas Productions (France - 2010 et 2012), Les saumons du lac surprise, un film de Bertrand Loyer, année de prod 2012.